# Scordonia brephos
Scordonia brephos là một loài bướm đêm trong họ Geometridae.